# Bloc latin
Le Bloc latin (en italien Blocco Latino, en espagnol Bloque Latino, en portugais Bloco Latino, en roumain Blocu Latin) était une alliance proposée des années 1920 aux années 1940. L'idée a commencé par la proposition du Duce italien Benito Mussolini d'un tel bloc, en 1927, entre l'Italie, la France, l'Espagne et le Portugal. Cette alliance serait basée sur une civilisation et une culture latines communes. La proposition a été débattue publiquement entre les gouvernements italien, espagnol et français pendant la Seconde Guerre mondiale.